# George Patterson
George J. Patterson (Pittsburgh, Pensilvania, 26 de noviembre de 1939-Sanibel, Florida, 22 de diciembre de 2003) fue un jugador de baloncesto estadounidense que disputó una temporada en la NBA, además de jugar en la ABL. Con 2,03 metros de estatura, jugaba en la posición de ala-pívot.

## Trayectoria deportiva

### Universidad
Jugó durante tres temporadas con los Rockets de la Universidad de Toledo (OH), en las que promedió casi 11 puntos y 11 rebotes por partido. En 1959 y 1960 fue incluido en el mejor quinteto de la Mid-American Conference.

### Profesional
Fue elegido en el puesto 100 del Draft de la NBA de 1961 por Cincinnati Royals, pero jugó en la ABL hasta que fichó en 1967 por los Detroit Pistons, donde jugó una temporada en la que promedió 2,0 puntos y 2,7 rebotes por partido.
Al término de la misma fue incluido en el Draft de Expansión por la llegada de nuevos equipos a la liga, siendo elegido por los Milwaukee Bucks, quienes sin embargo decidieron finalmente no contraterle.

## Estadísticas de su carrera en la NBA

### Temporada regular
| Temporada | Edad | Equipo          | Liga | P  | TIT | MIN | TC  | TCA | %TC  | 3P | 3PA | %3P | TL  | TLA | %TL  | R.OF. | R.DEF. | REB | ASIS | ROB | TAP | PER | FP  | PTS |
| 1967-68   | 28   | Detroit Pistons | NBA  | 59 |     | 9.5 | 0.7 | 2.3 | .331 |    |     |     | 0.5 | 0.6 | .842 |       |        | 2.7 | 0.9  |     |     |     | 1.4 | 2.0 |
| Total     |      |                 | NBA  | 59 |     | 9.5 | 0.7 | 2.3 | .331 |    |     |     | 0.5 | 0.6 | .842 |       |        | 2.7 | 0.9  |     |     |     | 1.4 | 2.0 |

### Playoffs
| Temporada | Edad | Equipo          | Liga | P | MIN | TCA | TC | 3PA | 3P | TLA | TL | R.OF. | REB | ASIS | ROB | TAP | PER | FP | PTS | %TC | %3P | %FT | MIN | PTS | REB | AST |
| 1967-68   | 28   | Detroit Pistons | NBA  | 1 | 4   | 0   | 0  |     |    | 0   | 0  |       | 1   | 1    |     |     |     | 0  | 0   |     |     |     | 4.0 | 0.0 | 1.0 | 1.0 |
| Total     |      |                 | NBA  | 1 | 4   | 0   | 0  |     |    | 0   | 0  |       | 1   | 1    |     |     |     | 0  | 0   |     |     |     | 4.0 | 0.0 | 1.0 | 1.0 |